# ACES
ACES è l'abbreviazione con la quale si designa il composto chimico acido 2-[(2-Ammino-2-ossoetil)ammino]etan-1-solfonico. 
L'ACES è uno dei cosiddetti "tamponi di Good" (o Buffer di Good), composti ampiamente utilizzati in biochimica e in biologia molecolare per stabilizzare soluzioni ad un pH vicino alla neutralità.
Con una pKa di 6.9, è un tampone zwitterionico con un range di utilizzo che va da pH 6.1 a pH 7.5.